# Крсмановићева кућа (Зграда „Борова”) у Шапцу
Крсмановићева кућа (Зграда „Борова”) се налази у строгом центру Шапца, на раскрсници две централне улице Господар Јевремове и Масарикове.

## Историја
Крсмановића кућа у улици Масарикова број 2, једно од најрепрезентативнијих дела прве фазе српског академизма, препознатљив је симбол Шапца саграђена је 1891. године, како је и забележено на прочељу. Својим положајем и значајем ова зграда доминира центром града, а грађена је као пословно-стамбени објекат који у приземном делу садржи неколико великих локала, док је спрат предвиђен за становање. Ово репрезентативно здање било је мираз, супруге београдског велетрговца и извозника Димитрија Крсмановића, Јованке Топузовић из Шапца. Зграда је значајна не само као културно-историјски споменик већ и као вредан објект српске архитектуре, изграђен у задњој деценији 19. века. Изведена је по плановима Јована Илкића, једног од најплоднијих српских архитеката у XIX веку. Објекат има нарочит значај и у том смислу што је добар пример филантропије свог времена, јер је Јованка Топузовић која је кућу добила у мираз од оца, иначе чувеног шабачког трговца, издавањем дућана опремала сиромашне девојке за удају показавши несебичност и самилост.
Након градње у кући је било смештено Дриносавско коло јахача Књаз Михајло, а потом Трговачка омладина Шапца. Последњи од наследника из породице Крсмановић, како би остала заштићена и сачувана, поклонио је кућу држави. Објекат је под заштитом државе од 1985. године као споменик културе. У новијој историји по продавници "Борово" која се дуже време налази у приземљу одомаћио се и назив зграда "Борова“.

## Архитектура
Здање је сазидано на углу Масарикове и Г. Јевремове улице, на регулационим линијама, у стилу академизма, са репрезентативно обрађеним фасадама. Трећа, угаона фасада је са широким порталом за пословни простор у приземљу, балконом изнад на који воде врата, а у самом врху, у нивоу кровних равни, постављена је била репрезентативна купола, која је уништена у Првом светском рату, заједно са низом слободностојећих фигура које су биле постављене на врху високе атике дуж обе уличне фасаде. Лево и десно од угаоног фронта налазе се по две декоративне нише са алегоријским фигурама богиње Флоре, између којих је по један високи лучни прозорски отвор. На спратном делу су удвојени прозорски отвори чија укупна ширина одговара ширини излога у приземљу. По средини фасаде из Масарикове ул. постављен је високи лучно засведен пролаз за двориште објекта у коме је смештен улаз за спратни део грађевине.